# Lambeau Field
Lambeau Field là một sân vận động thể thao ngoài trời ở trung bắc Hoa Kỳ, nằm ở Green Bay, Wisconsin. Đây là sân nhà của Green Bay Packers của National Football League (NFL), được khánh thành vào năm 1957 với tên gọi Sân vận động Thành phố, thay thế cho Sân vận động Thành phố ban đầu tại Trường Trung học Green Bay East làm sân nhà của Packers. Được biết đến với tên gọi không chính thức là Sân vận động Thành phố Mới trong tám mùa giải đầu tiên, sân được đổi tên vào tháng 8 năm 1965 để tưởng nhớ người thành lập Packers, cầu thủ và huấn luyện viên trưởng lâu năm, Curly Lambeau, đã qua đời hai tháng trước đó.
Địa chỉ của sân vận động là 1265 Đại lộ Lombardi kể từ tháng 8 năm 1968, khi Đại lộ Highland được đổi tên để vinh danh cựu huấn luyện viên trưởng Vince Lombardi. Sân nằm trên một khối được bao quanh bởi Đại lộ Lombardi (phía bắc); Đường Oneida (phía đông); Stadium Drive và Đường Valley View (phía nam); và Đường Ridge (phía tây). Mặt sân tại sân vận động có hướng Bắc-Nam thông thường, nằm ở độ cao 640 foot (195 m) so với mực nước biển.
Sân vận động đã hoàn thành đợt cải tạo gần đây nhất vào mùa hè năm 2013 với việc bổ sung thêm 7.000 chỗ ngồi trên tầng cao ở vùng cấm địa phía nam. Khoảng 5.400 chỗ ngồi mới là dùng chung, trong khi 1.600 chỗ ngồi còn lại là chỗ ngồi câu lạc bộ hoặc phòng điều hành. Với sức chứa 81.441 người, Lambeau Field là sân vận động lớn thứ năm ở NFL có khán đài đứng, nhưng đứng thứ ba nếu tính sức chứa bình thường. Sân hiện là sân vận động lớn nhất ở bang Wisconsin, hơn cả Sân vận động Camp Randall (80.321) tại Đại học Wisconsin ở Madison.
Lambeau Field là sân vận động NFL liên tục hoạt động lâu đời nhất. Năm 2007, Packers hoàn thành mùa giải thứ 51 tại Lambeau, phá vỡ kỷ lục NFL mọi thời đại được thiết lập bởi Chicago Bears tại Wrigley Field (1921–1970). Trong khi Soldier Field ở Chicago có tuổi đời lớn hơn, Bears không chơi các trận sân nhà của họ ở đó cho đến năm 1971 và đội đã không chơi ở đó trong quá trình cải tạo sân vận động này vào năm 2002. Chỉ có Boston Red Sox tại Fenway Park và Chicago Cubs tại Wrigley Field còn tổ chức các trận đấu trên sân nhà lâu hơn trong các môn thể thao chuyên nghiệp của Hoa Kỳ.